# Poa pratensis ssp. colpodea
Poa pratensis ssp. colpodea là một phân loài cỏ trong họ hòa thảo, thuộc chi poa.